# FN SCAR突擊步槍
FN SCAR（英語全稱，中文即“特種部隊戰鬥突擊步槍”）是比利時埃斯塔勒国营工厂（FN）為了滿足美国特種作戰司令部的SCAR標案而製造的現代步槍。

## 歷史
FN SCAR首次於2007年7月開始小批量量產，以有限配發部隊。
FN SCAR由FN位於南加州哥倫比亞廠製造。2008年，FN公佈計畫把半自動的SCAR販售到美國民間市場。

## 特徵
SCAR可以有兩種口徑，每種都能換裝成狙擊和近身距離作戰型態，不同槍管長度可以用於近戰和狙擊模式。
此槍族有兩種主要版，分別是SCAR-L和SCAR-H，可以改裝成「狙擊型態」（Long Barrel ）或「近戰型態」（Close Quarters Combat）。
SCAR的特徵為從頭到尾不間斷的戰術導軌在鋁製外殼的正上方排開，兩條可拆式導軌在側面，下方還可掛任何MIL-STD-1913標準的相容配件；握把部分可和M16互換，彈匣和彈匣釋放鈕都亦與M16相同，前準星可以折下，不會擋到瞄準鏡或是光學瞄準器。
此槍使用的「Tappet式」的氣體閉鎖系統，類似早期M1卡宾枪，反而不類似其競爭對手Stoner 63或HK G36等現代突擊步槍。

### 主要形態

#### SCAR-L
SCAR-L型定位為輕型版突擊步槍，發射5.56×45毫米北約彈藥，可以使用M16的STANAG彈匣；以Mk 16 Mod 0名義使用。

#### SCAR-H
SCAR-H型定位為重型版戰鬥步槍，發射火力更大的7.62×51毫米北約彈藥，使用專用20發彈匣（修改自FN FAL彈匣）；以Mk 17 Mod 0名義使用。

### 彈藥
直到2015年10月，FN公司终于正式展出了他们自己生产的7.62×39mm口径的SCAR。
这是以Mk 17 SCAR-H的上机匣，安装一个可以直接使用7.62×39mm弹匣的下机匣，并更换枪管、枪机等部件组成，但將原有SCAR槍型的「插口式」下机匣安裝方式，改為「卡口式」，以使用7.62×39mm彈匣，甚至还能直接通用AK-47的弹匣。
除了5.56和7.62的彈藥外，SCAR-L還能使用6.8毫米彈藥；最初測試發現SCAR-H應該也能用7.62×39毫米的M43彈匣，然而FN原廠並不建議這種方式。
| 模式             | Mk 16 Mod 0     | Mk 17 Mod 0     |
| ---------------- | --------------- | --------------- |
| 近戰模式         | 253（10.0英寸） | 330（13.0英寸） |
| 標準模式         | 351（13.8英寸） | 400（15.7英寸） |
| 狙擊／長槍管模式 | 457（18.0英寸） | 500（19.7英寸） |

### 附件
2004年出現的EGLM，又稱Mk 13 Mod 0，是一種改良自FN F2000設計的40毫米榴彈發射器。EGLM可以直接單手按發榴彈，而不會被中間的彈匣擋住，發射管左右皆可裝彈，可以掛於步槍下，或是利用配件，改裝成獨立式榴彈發射器。

## 衍生型

### HAMR IAR
2008年，FN SCAR的一種衍生型，熱適應模塊化步槍（Heat Adaptive Modular Rifle，HAMR) 是步兵自動步槍（Infantry Automatic Rifle，IAR）計劃的競標上最後一輪之中的四枝競標的步槍之一。
步兵自動步槍是美国海军陆战队在班用用途的輕型自動步槍方面的招標。
FN的樣槍是以FN SCAR作為基礎改進而成，它結合了閉鎖式槍栓和開放式槍栓操作，在全自動射擊時會將槍機轉換成開放式操作，以防止全自動射擊時槍管升溫過快。
此前的槍械設計師已經可以令槍支混合了閉鎖/開放式槍栓兩種操作模式，但會自動地以溫度為基礎的操作模式開關是一個創新。
預期IAR的競爭會令美國海軍陸戰隊在超過5年採購高達6,500枝自動步槍。
不過，最後競標之中得標的是黑克勒-科赫的HK416的衍生型，HK IAR，並且被美国海军陆战队命名為M27 IAR。

### Mk 20狙擊支援步槍
Mk 20狙擊支援步槍（英語：Mk 20 Sniper Support Rifle，簡稱：SSR）是以7.62毫米口徑的FN SCAR-H（Mk 17）自動步槍為其基礎改進而成的精確射手步槍。

## 採用

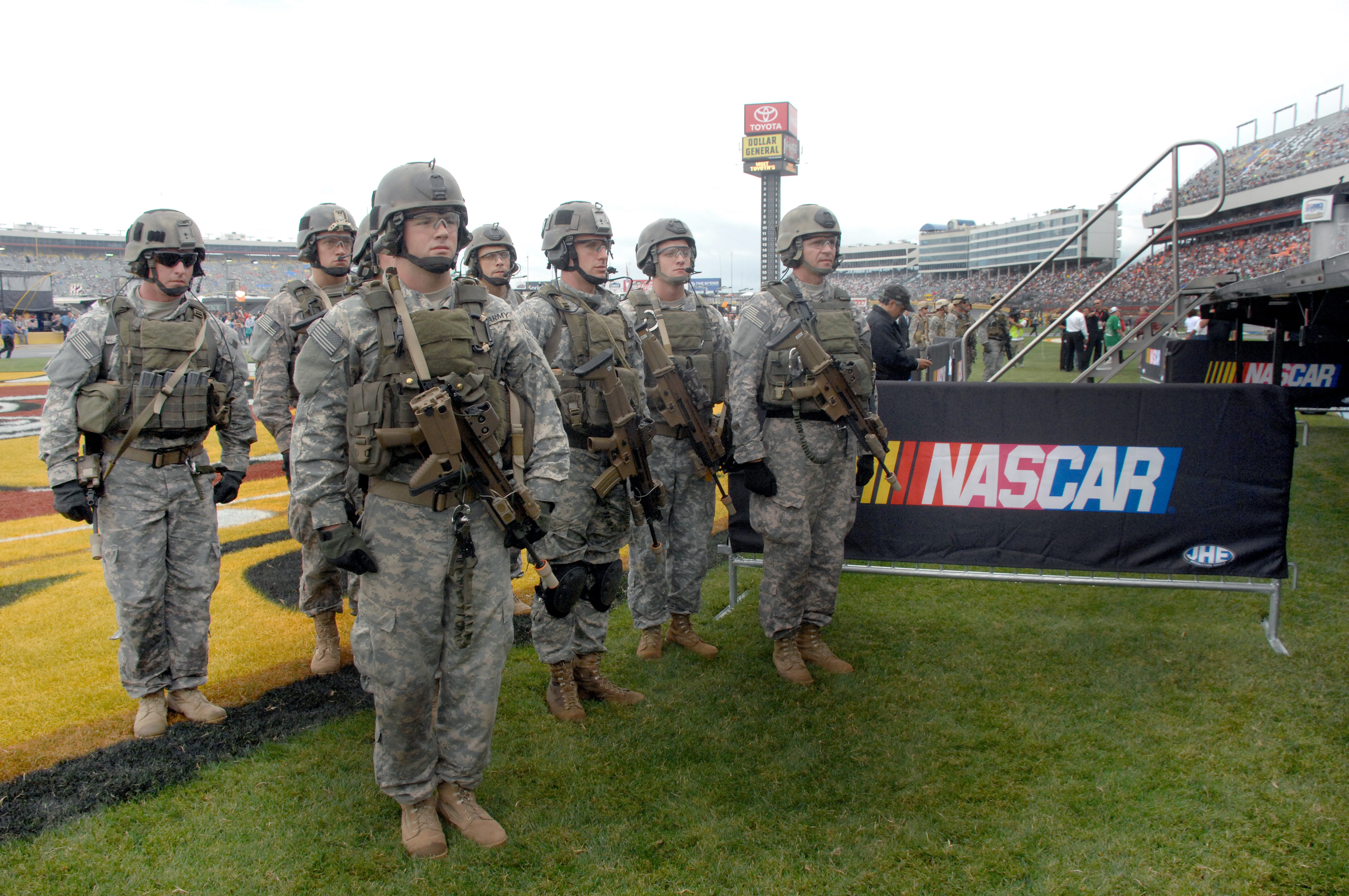
第75游騎兵團攜行SCAR突擊步槍

### 測試
2007年9月至11月美國陸軍進行一項沙塵測試，於「亞伯丁測試場」由M4卡賓槍、FN SCAR、HK416和已停止開發的HK XM8。
這四種槍型各取10支，總計發射60,000發，用來評定M4步槍的槍械性能。
該次測試中，SCAR卡彈226次，遜於XM8的127次卡彈，但是贏過M4（未潤滑）的882次卡彈 (彈匣故障239次) 和HK 416的233次。
此測試結果和之前對現行M4和M16的2006年測試結果一樣；和2007年秋季三強限定標之前的一次小測試也一樣，第二次測試時M4加強潤滑後，減為307次卡彈，但是一調到相同條件下，現有M4還是卡彈882次上下。
SCAR被認為可取代M4步槍的候選之一。

### 美國
2004年1月23日，US SOCOM發出提案意見書（RFP）USZA22-04-R-0001，採購如下：
| 形式                                                     | 工程測試用       | 低量生產數（LRIP） | 量產數           |
| SCAR-L（輕型版）                                         | SCAR-L（輕型版） | SCAR-L（輕型版）   | SCAR-L（輕型版） |
| -------------------------------------------------------- | ---------------- | ------------------ | ---------------- |
| 標準模式 （Standard）                                    | 12               | 250                | 83,738           |
| 近戰模式 （Close Quarters Combat，CQC）                  | 6                | 80                 | 27,914           |
| 狙擊／長槍管模式 （Sniper Variant，SV／Long Barrel，LB） | 1                | 10                 | 11,989           |
| SCAR-H（重型版）                                         |                  |                    |                  |
| 標準模式（Standard）                                     | 1                | 68                 | 14,931           |
| 近戰模式 （Close Quarters Combat，CQC）                  | 0                | 10                 | 6,990            |
| 狙擊／長槍管模式 （Sniper Variant，SV／Long Barrel，LB） | 0                | 10                 | 11,990           |
| 標準模式 （Standard） （7.62×51）                        | 0                | 68                 | 2,932            |

Mk 16 Mod 0預計要替換M4A1、Mk 18近戰步槍（CQBR）和Mk 12 SPR，同時於SOCOM服役；Mk 17 Mod 0預計替換M14和Mk 11狙擊步槍。

## 使用國
- 阿富汗
  - 阿富汗國家安全局（有少部份流入塔利班和伊斯蘭國武裝份子手上）[16]
- 比利时
  - 比利時聯邦警察（英语：Federal Police (Belgium)）特別單位（英语：Federal Police Special Units）[17]
  - 比利時國防軍（L型；取代FN FNC）[17][18]
  - 比利時地面部隊（英语：Belgian Land Component）特種部隊群（L型CQC版本、H型）
- - 國家調查和保護局（英语：State Investigation and Protection Agency）（L型、H型）
- - 波札那國防軍（英语：Botswana Defence Force）特種部隊
- 巴西
  - 聖保羅州憲兵（英语：Military Police of São Paulo State）（L型、H型）
- 智利
  - 智利海軍陸戰隊（英语：Chilean Marine Corps）（L型、H型）[19]
- 賽普勒斯
  - 塞浦路斯國民警衛隊特種部隊
- 芬兰
  - 芬蘭陸軍特種獵兵（英语：Special Jaegers）（L型）[20]
- 法國
  - 法國陸軍傘降突擊群（英语：Commando Parachute Group）
  - 特種作戰司令部（英语：Special Operations Command (France)）[21]
  - 法國國家警察搜索、援助、干預、威懾[22]
- - 喬治亞武裝部隊特種部隊旅（英语：Special Forces Brigade (Georgia)）[23]
- 德国
  - 德國聯邦警察GSG 9（L型）[24]
  - 德國州警察（英语：Landespolizei）特別行動突擊隊[25]
  - 德國州警察機動突擊隊[25]
- - 洪都拉斯陸軍（英语：Honduran Army）第1特種部隊營
- 印度
  - 特別邊防部隊
  - 印度武裝部隊特種部隊
- 義大利
  - 義大利陸軍第9傘降突擊團（英语：9th Parachute Assault Regiment）
- 日本
  - 日本陸上自衛隊（作研究用途）[26]
- - 肯尼亞國防軍（H型）[27]
- - 大韓民國陸軍第707特殊任務團（L型CQC版本）[28]
- 立陶宛
  - 立陶宛地面部隊（英语：Lithuanian Land Forces）（H型）[29]
- 马来西亚
  - 馬來西亞皇家警察特別行動指揮部（H型）
- 墨西哥
  - 墨西哥陸軍（英语：Mexican Army）特種部隊軍團
- 尼泊尔
  - 尼泊爾陸軍（英语：Nepalese Army）特種部隊營（L型、H型）
- 挪威
  - 挪威警察應急部隊（H型）
- 巴基斯坦
  - 巴基斯坦軍隊特種部隊（少量裝備H型作測試，並非正式採用）
- 秘魯
  - 秘魯軍隊特種部隊群（L型、H型）[30]
  - 秘魯陸軍（英语：Peruvian Army）[31]
- 菲律賓
  - 菲律賓海軍陸戰隊
- 波蘭
  - 波蘭武裝部隊行動應變及機動組
  - 政府保護局（英语：Government Protection Bureau）[32]
  - 國家保護局（英语：State Protection Service）
- 葡萄牙
  - 葡萄牙陸軍（英语：Portuguese Army）[33]
- 沙烏地阿拉伯
- 塞爾維亞
  - 塞爾維亞陸軍（英语：Serbian Army）特種部隊（L型）
  - 憲兵眼鏡蛇營（英语：Military Police Battalion Cobra）（L型、H型）[34][35]
- 新加坡
  - 新加坡警察部隊特別行動指揮處[36]
- 斯洛維尼亞
  - 斯洛文尼亞軍隊（英语：Slovenian Armed Forces）特種部隊
- 西班牙
  - 加泰羅尼亞騎警（英语：Mossos d'Esquadra）特別干預組
- 泰國
  - 泰國皇家陸軍（L型）
  - 泰國皇家海軍（L型、H型）[37]
- 土耳其
  - 土耳其地面部隊（英语：Turkish Land Forces）[38][39]
- 乌克兰：2022年俄羅斯入侵烏克蘭期間獲比利時軍援。
  - 烏克蘭武裝部隊（L型、H型）
    - 國土防衛軍
    - 烏克蘭特種作戰部隊

  - 烏克蘭國防部情報總局
  - 烏克蘭安全局（L型）
- 美国
  - 美國特種作戰司令部（L型、H型，分別命名為Mk 16 Mod 0及Mk 17 Mod 0；其中前者目前已退役）
    - 美國陸軍第1特種部隊司令部
    - 美國陸軍第75游騎兵團
    - 美國海軍三棲特戰隊
    - 美國空軍特種作戰司令部
    - 美國海軍陸戰隊特種作戰司令部

  - 美國海關及邊境保衛局[40]
  - 洛杉磯警察局特種武器和戰術部隊（L型、H型） [41][42]
  - 里奇蘭縣警察局（英语：Richland County Sheriff's Department）（L型）[43]
  - 美國緝毒局海外部署及顧問支援隊

## 流行文化

### 電影
- 2010年—：型號為第三代SCAR-L，沙色槍身，裝有ACOG光學瞄準鏡，由亞瑟（喬瑟夫·高登-拉維特飾演）用於夢境中。
- 2012年—《轟天猛將2》：型號為第三代SCAR-H，黑色槍身，裝有EO-TECH全息瞄準鏡，由桑族武裝份子所使用。
- 2014年—：型號為SCAR-H，卡其色槍身，裝有Aimpoint Mirco T1紅點鏡及AN/PEQ-15雷射瞄準器，由美國緝毒局特種作戰小隊成員約翰·“破障者”沃頓（阿諾德·施瓦辛格飾演）、喬“磨床”飛利浦（喬·曼根尼羅飾演）及布萊斯“三腳架”麥克尼利（凱文·萬斯飾演）所使用。
- 2014年—：型號為SCAR-L，裝有前握把、AN/PEQ-15雷射瞄準器、戰術燈和ACOG光學瞄準鏡，曾被馬康姆（傑森·克拉克飾演）拾取使用。
- 2015年—：型號為SCAR-L CQC型，黑色槍身，在吉姆·泰瑞爾於剛果民主共和國活動期間由一名派來試圖殺害他的打手所使用。
- 2015年—：型號為SCAR-L，噴上雪地塗裝並以馬格普PMAG彈匣供彈，由里奇蒙·范倫坦的手下所使用，其中一枝被主角蓋瑞·「伊格西」·安文（泰隆·艾格頓飾演）所繳獲。
- 2016年—《神鬼認證：傑森包恩》：型號為SCAR-L，由美國中央情報局特別探員企圖暗殺目標與傑森·包恩時所使用。
- 2016年—：型號為SCAR-L近戰型，由布拉克斯頓·布拉克斯·沃夫的手下所使用。
- 2018年—《红海行动》：型号为SCAR-L，在执行撤侨任务时由中国人民解放軍海军陸戰隊“蛟龙突击队”队员所使用，加装了消音器与全息瞄准镜，部分队员加装了FN40GL榴弹发射器或者辅助握把。
- 2018年—：型號為SCAR-L近戰型，由私人軍事服務公司成員所使用。
- 2018年—《極盜戰》：型號為黑色SCAR-L，由尼可拉斯·「老大尼克」·歐布萊恩警探（傑瑞德·巴特勒飾演）所使用。
- 2021年—《活屍大軍》：型號為SCAR-L近戰型，由監視主角團的雇傭軍馬丁（Martin）所使用，配有FN40GL榴彈發射器。

### 電子遊戲
- 2007年—：型號為第一代SCAR L及SCAR H近戰型，黑色槍身，奇怪的沒有無彈後定。為反恐部隊的初始化武器，能依戰況更換下機匣和槍管轉換成L型或H型任一型號。
- 2007年—《戰地之王》：型号为SCAR-L，并有其一系列特殊涂色版本，不可改造。目前韩服与台服已经重做。
- 2007年—《穿越火线》：型號為第一代SCAR L及SCAR H近戰型，均在商城内以点券贩卖，同时两枪均拥有多种改型：
  - SCAR L命名为“SCAR Light”，银色枪身；使用30发弹匣供彈，却奇怪的装填35发弹药；
  - SCAR H近戰型命名为“SCAR Heavy”，卡其色枪身；使用20发弹匣供彈，却奇怪的装填35发弹药。
- 2008年—：型號為第一代SCAR L，黑色槍身。故事模式中由PK組織的突擊手所使用，亦可被女主角緋絲·康納斯（Faith Connors）所繳獲。
- 2008年—：型號為SCAR L近戰型。奇怪地沒有空倉掛機，而且在空倉重新裝填後，玩家角色不會為槍械上膛。
- 2009年—：型號為SCAR L，卡其色槍身，命名為「戰鬥步槍」，奇怪的沒有空倉掛機，但重新裝填時，玩家角色卻會手動鎖定槍栓‘具備三發點放模式，以及造型上使用30發彈匣供彈，但載彈量卻奇怪地為60發。
- 2009年—及重製版：型號為第三代SCAR H近戰型，卡其色槍身，命名為「SCAR-H」，造型上使用20發彈匣供彈，卻奇怪的裝填30發子彈（重製版修正為20發），而且沒有空倉掛機（打空彈匣後，槍栓不會向後鎖定；重製版修正了這個問題）。戰役模式中由美國陸軍第75遊騎兵團、141特遣隊及暗影連所使用。聯機模式時於等級8解鎖，並可使用榴彈發射器、下掛式霰彈槍、紅點鏡、全息瞄準鏡、消音器、心跳探測儀、ACOG光學瞄準鏡、熱能探測式瞄具、全金屬披甲彈（英语：Full metal jacket bullet）及延長彈匣（增至45發）。
- 2009年—：型号有SCAR L战术型和SCAR H远战型，卡其色槍身。故事模式中由美國海軍陸戰隊武裝偵察部隊所使用。
- 2010年—《武裝行動2：箭头行动》：在该资料片中的美国陆军步兵主力步枪是SCAR H和SCAR L的多种变种型号。
- 2010年—：型號為SCAR L近戰型。奇怪地沒有空倉掛機，而且在空倉重新裝填後，玩家角色不會為槍械上膛。
- 2011年—：型號為第三代SCAR L，黑色槍身，命名為「SCAR-L」，奇怪的沒有空倉掛機，打空彈匣後，槍栓不會向後鎖定。戰役模式中由美國陸軍三角洲特種部隊合金分隊和「同心圈」成員所使用。聯機模式時於等級5解鎖，而在生存模式則在等級6解鎖，可使用榴彈發射器、下掛式霰彈槍、紅點鏡、全息瞄準鏡、消音器、心跳探測儀、ACOG光學瞄準鏡、熱能探測式瞄具、混合式瞄準鏡及延長彈匣（增至45發）。
- 2011年—：型號為第一代SCAR L及SCAR H近戰型，黑色槍身。前者於聯機模式當中被歸類為突擊步槍，可由突擊兵所使用；後者於單人模式當中由美國海軍陸戰隊第一偵察營「盲流1-3」所使用，聯機模式時被歸類為工程兵武器。
- 2011年—：型号为第一代SCAR L和SCAR H，由朝鲜人民军使用。
- 2012年—：型號為SCAR H及SCAR PDW，兩者均為卡其色槍身。SCAR H只於單人模式登場，由馬科特遣隊所屬的美國海軍特種作戰開發組隊員於也門執行任務期間所使用。SCAR PDW命名為“Mk16 PDW”，於單人模式中由馬科特遣隊於波斯尼亞行動時所使用，在聯機模式時為爆破兵的專用武器。
- 2012年—：型號為第三代SCAR-L及SCAR-H：
  - SCAR-L命名為「HAMR」，卡其色槍身，被歸類為輕機槍並以彈鼓供彈，載彈量為75發（聯機模式時可使用改裝：延長彈匣增至100發），初始攜彈量為225發（戰役模式）和150發（聯機模式），最高攜彈量為525發（戰役模式）和375發（聯機模式）。奇怪地没有空倉掛機。戰役模式之中由美國海軍海豹六隊、也門陸軍和也門民兵所使用；聯機模式時於等級37解鎖，並可以使用EOTECH全息瞄準鏡、前握把、全金屬披甲彈（英语：Full metal jacket bullet）、反射式瞄準鏡、快速抽出握把、目標搜索器、可調節槍托、ACOG光學瞄準鏡、激光瞄準器、消音器、可變倍率式瞄準鏡（狙擊鏡）、延長彈匣、混合式光學瞄準鏡、射速增加、雙波段式瞄準鏡。
  - SCAR-H為沙色槍身，造型上使用20發彈匣供彈，但奇怪地載彈量為30發（聯機模式時可使用改裝：延長彈匣增至40發），初始攜彈量為180發（戰役模式）、90發（聯機模式）和120發（殭屍模式），最高攜彈量為390發（戰役模式）和240發（聯機模式和殭屍模式）。戰役模式之中由美國海軍海豹六隊及美國海軍所使用，並在玩家完成「與我一起受苦」（Suffer With Me）任務以後解鎖；聯機模式時於等級40解鎖，並可以使用反射式瞄準鏡、快速抽出握把、快速重裝彈匣、ACOG光學瞄準鏡、前握把、可調節槍托、目標搜索器、激光瞄準器、擊發調變、EOTECH全息瞄準鏡、消音器、全金屬披甲彈（英语：Full metal jacket bullet）、混合式光學瞄準鏡、延長彈匣、榴彈發射器、毫米波掃描器。
- 2012年—《戰爭前線》：型號為第三代SCAR-H近战型和SCAR PDW：
  - 第三代SCAR-H近战型命名為“FN SCAR-H”，卡其色槍身，為步槍手專用武器，使用20發彈匣供彈，抽奖获得，并可以改装枪口配件（通用消音器、突击消音器、突击制退器、突击刺刀）、战术导轨配件（通用握把、突击握把、突击握把架、枪挂型榴弹发射器）以及瞄准镜（EoTech 553全息瞄准镜、绿点全息瞄准镜、ELCAN SpecterDS瞄准镜、红点瞄准镜、步枪高级瞄准镜、Trijicon ACOG瞄准镜），拥有皇冠币专属迷彩与黄金版本，强化威力、射程与载弹量。
    - 奇怪的是，属于枪口配件的消音器和制退器能够直接套在消焰器上使用

  - SCAR PDW命名為“SCAR-L PDW”，银灰色槍身，奇怪的归类为冲锋枪。為工程兵專用武器，使用30發彈匣供彈，抽奖获得，并可以改装枪口配件（通用消音器、冲锋枪消音器、冲锋枪制退器、冲锋枪刺刀）、战术导轨配件（MAGPUL弹匣握把、通用握把、冲锋枪握把、冲锋枪握把架）以及瞄准镜（EoTech 553全息瞄准镜、绿点全息瞄准镜、红点瞄准镜、冲锋枪普通瞄准镜、冲锋枪高级瞄准镜、冲锋枪专家瞄准镜），默认自带MAGPUL弹匣握把。，拥有黄金版本，强化威力、射程与载弹量。
- 2013年—《絕對武力Online 2》：型號為SCAR L和SCAR H，黑色槍身，分别命名為“SCAR-L”和“SCAR-H”。
- 2013年—：型號為第三代SCAR H，卡其色槍身，具16吋及20吋槍管兩種版本：
  - 16吋槍管型命名為「SCAR-H」，歸類為突擊步槍，載彈量20+1發，單機模式中能夠由主角丹尼爾·雷克（Daniel Recker）所使用（被設定為其默認武器）。聯機模式中為突擊兵的可解鎖武器。
  - 20吋槍管型命名為「SCAR-H SV」，歸類為特等射手步槍，載彈量20+1發，單機模式中能夠由主角丹尼爾·雷克（Daniel Recker）所使用。聯機模式中為所有兵種的可解鎖武器。
- 2013年—《2》：型號為SCAR-H（預設），卡其色槍身，命名為「Eagle Heavy Rifle」，可在黑市購買後，並另外花費改裝；奇怪地没有空倉掛機。
- 2013年—：型號為第三代SCAR H近戰型，卡其色槍身，命名為「MK 17-CQC」，使用雷明登ACR突擊步槍式樣的伸縮槍托。於等級7解鎖並需要2200GP購買，可使用改裝包括：榴彈發射器、ORS紅點鏡、反射型紅點鏡、COS瞄準鏡、中距望遠式快瞄鏡、ACOG光學瞄準鏡、夜視瞄準鏡、熱成像瞄準鏡、EOTECH全息瞄準鏡、快慢機、消音器、消焰器、擴容彈匣、雙彈匣、快瞄握把、激光指示器、金屬披甲彈。
- 2015年—：型號為SCAR H近戰型及標準型（使用重槍管後），卡其色槍身，命名為「SCAR-H」，歸類為戰鬥步槍，載彈量20+1發，能夠由執法機關執行者（Enforcer）所使用（罪犯解鎖條件為：以任何陣營進行遊戲使用該槍擊殺1250名敵人後購買武器執照），價格為$26,400。奇怪地在重新裝填後，玩家角色會按下彈匣釋放鈕上膛。可加裝各種瞄準鏡（反射、眼鏡蛇、全息瞄準鏡（放大1倍）、PKA-S（放大1倍）、Micro T1、SRS 02、Comp M4S、M145（放大3.4倍）、PO（放大3.5倍） 、ACOG（放大4倍）、PSO-1（放大4倍）、IRNV（放大1倍）、FLIR（放大2倍））、附加配件（傾斜式機械瞄具、槍托、電筒、戰術燈、激光瞄準器、穿甲曳光彈）、槍口零件（制退器、補償器、重槍管、抑制器、消焰器）及握把（垂直握把、粗短握把、直角握把）。劇情模式當中則能夠由主角尼古拉斯·門多薩所使用。
- 2015年—：型號為SCAR-H近戰型，卡其色槍身，命名為「Mk17 CQB」，由海豹部隊幹員所使用。
- 2015年—《殺戮空間2》：突擊兵（職業）屬下 Tier 4 武器，型號為 SCAR-H，命名為「SCAR-H Assault Rifle」，具備全自動與半自動射擊模式。
- 2016年—《全境封鎖》：型號為SCAR-L及SCAR-H，前者被歸類為突擊步槍，後者歸類被為狙擊步槍。
- 2017年—《绝地求生》：型号为SCAR-L，使用5.56口徑子彈，可装备紅點瞄准镜、全息瞄準鏡、二倍瞄准镜、三倍瞄準鏡、四倍瞄准镜、六倍瞄准镜、快速弹夹、扩容弹匣、快速扩容弹夹、垂直握把、直角握把、拇指握把、輕型握把、半截握把。
- 2017年—：型号为SCAR-H，命名为「Mk 17」，可于武器箱取得，可更改槍托、瞄準鏡、扳機、彈匣、下槍管配件、槍軌、槍管、槍口等配件。
- 2018年—《叛亂：沙漠風暴》：型号为SCAR-H，命名为「Mk 17 MOD 0」，為安全部隊 “顧問”職業的專屬武器，可裝配各種瞄準鏡、槍口和下槍管配件。彈匣容量為20發，可擴容至30發。
- 2018年—《地面部隊》（Ground Branch）：型號為卡其色短槍管SCAR H和黑色長槍管SCAR H，分別命名為“Mk17”及“Mk17 DMR”。
- 2019年—：型号为SCAR-L，命名为「Mk 16」，由SCAR-H的上机匣和SCAR-L的下机匣组成。
- 2019年—：型號為SCAR-H，命名為“FN Scar 17”，卡其色槍身，外觀與真槍稍有不同。戰役模式中由英國陸軍特種空勤團隊員凱爾·蓋瑞克於“深入熔爐”關卡中所使用。聯機模式中為解鎖武器，並可作定制改裝。
- 2021年—《嚴陣以待》：型號為SCAR L CQC和SCAR H STD，兩者均使用卡其色槍身。前者命名為「MK16」，裝有護木延長導軌套件及換上了AR-15槍托轉接套件和AR-15式伸縮槍托。後者命名為“MK17”，於資料片“黑暗水域”實裝，裝有護木延長導軌套件。
- 2021年—《戰地風雲2042》：型號為SCAR H，卡其色槍身，命名為「SFAR-M GL」，裝有FN EGLM榴彈發射器。
- 2021年—《蔚藍檔案》：型號為SCAR H，圓堂志美子的固有武器「Library Roller」以及伊原木喜美的固有武器「Sweet Driver」原型。
- 2022年—《決勝時刻：現代戰爭II 2022》：型號分別為SCAR-L、SCAR-H和SCAR 17S（改裝至類似SCAR 20的模樣），均爲黑色槍身。命名為“TAQ-56”、“TAQ-V”和“TAQ-M”。“TAQ-56”於戰役模式中由141特遣隊幹員凱爾·蓋瑞克中士所使用；“TAQ-M”則由中央情報局特工凱特·萊斯威所使用。
- 2023年—《暗區突圍》：型號為SCAR-L，命名為“SCAR-L”，卡其色槍身，並可作定制改裝。
- 2024年—《三角洲行动》:型号为SCAR-H，命名为“SCAR-H战斗步枪”，游戏中归类为突击步枪。

### 動畫
- 2015年—《劇場版》：型號為SCAR-H，卡其色槍身，裝有EOTECH全息瞄準鏡，由東南亞聯盟憲兵隊士兵所使用，也曾被身為反政府游擊隊一員的狡嚙慎也所繳獲。

### 輕小說
- 2014年—《刀劍神域外傳Gun Gale Online》：登場型號分別為SCAR-L和SCAR-H，前者由“MMTM”小隊的“薩門”所使用；後者由新型AI“哈珊”所使用。

## 相關連結
- FN FAL自動步槍
- FN CAL突擊步槍
- FN FNC突擊步槍
- 多口径单兵武器
- HK G36突擊步槍
- CZ-805 Bren突擊步槍
- CETME輕機槍
- K11多用途步槍
- XT-97突擊步槍

## 外部連結
- （英文）—Official FN assault rifles page, including SCAR（页面存档备份，存于）
- （英文）—Official FNH USA military page
- （英文）—Official FNH USA commercial page
- （英文）—Operators Test New Commando Rifle - Military.com（页面存档备份，存于）
- （英文）—Official FNH USA page
  - High-res photos from FNH USA of all 3rd Generation FN SCAR variants
- （英文）—FN SCAR brochure (PDF file)[永久]
- （英文）—FN SCAR on Defense-Update
- （英文）—FN SCAR video demonstration
- （英文）—FN SCAR images
- （英文）—FN SCAR video and review
- （英文）—FN SCAR Powerpoint Presentation (PDF file)（页面存档备份，存于）
- （英文）—Modern Firearms—FN SCAR（页面存档备份，存于）
- （中文）—槍炮世界-SCAR計劃（页面存档备份，存于）